# Alberta magna
Alberta magna (tiếng Anh thường gọi là Natal Flame Bush) là một loài thực vật]] thuộc họ Rubiaceae. Đây là loài đặc hữu của Nam Phi.

## Hình ảnh

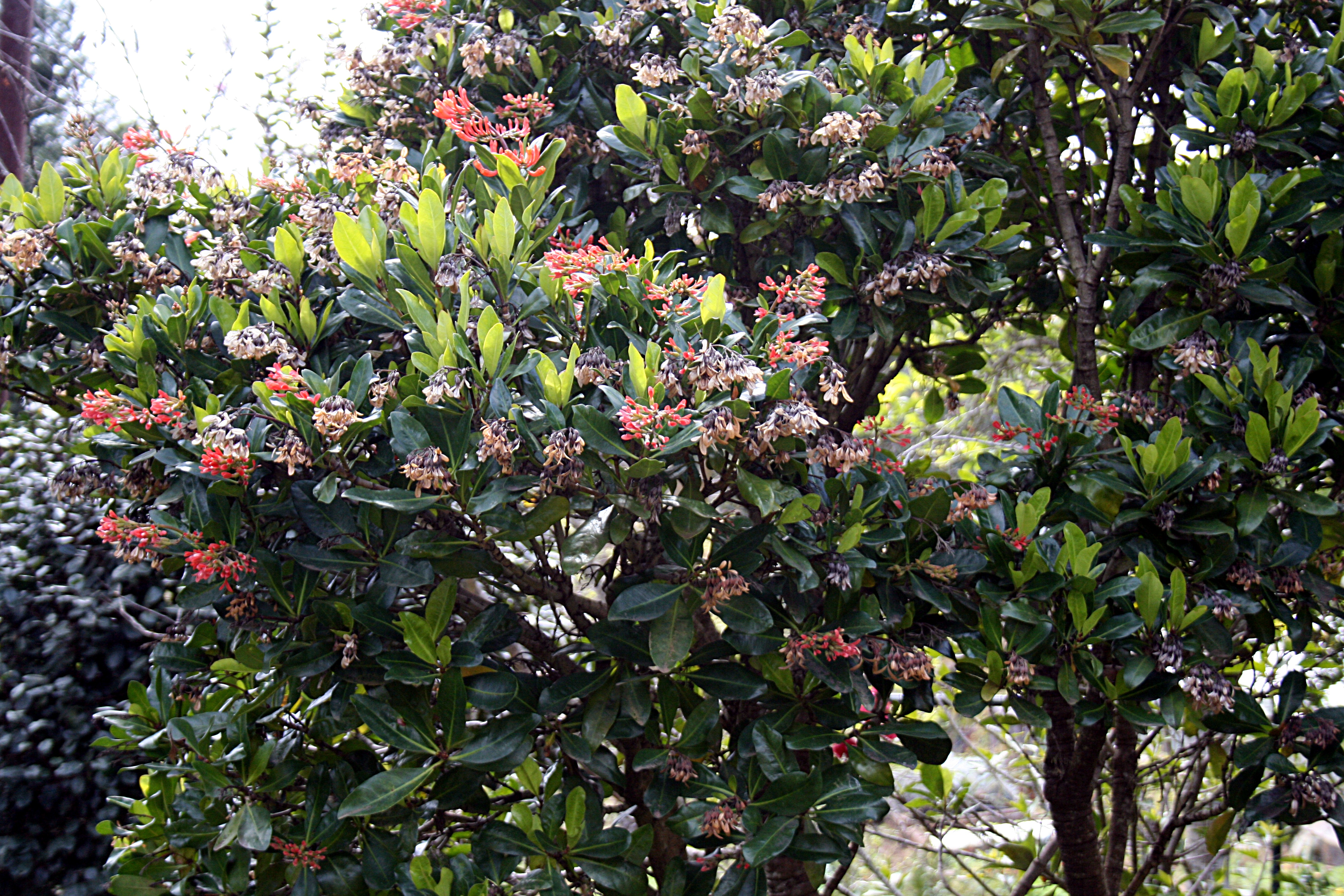
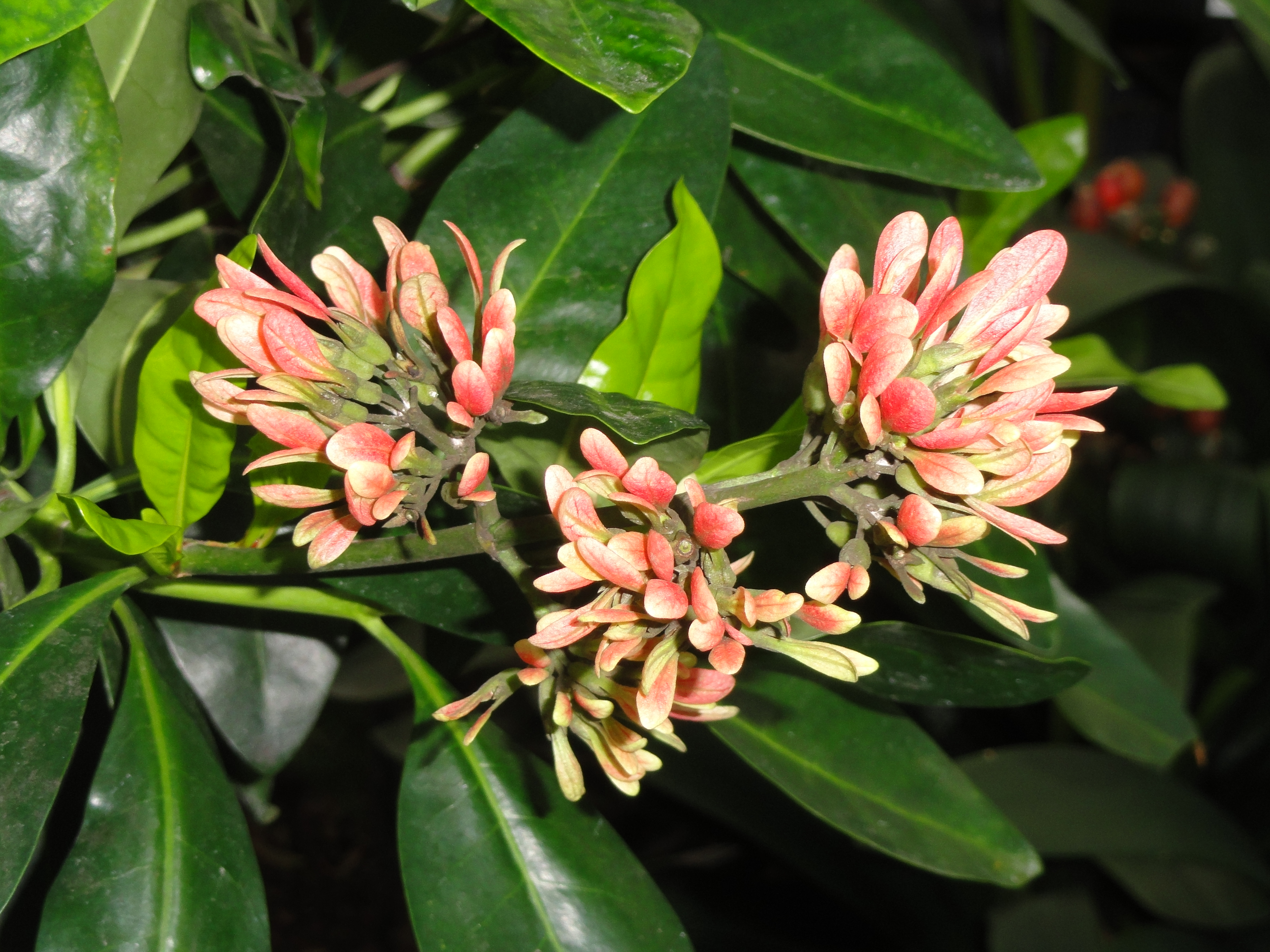
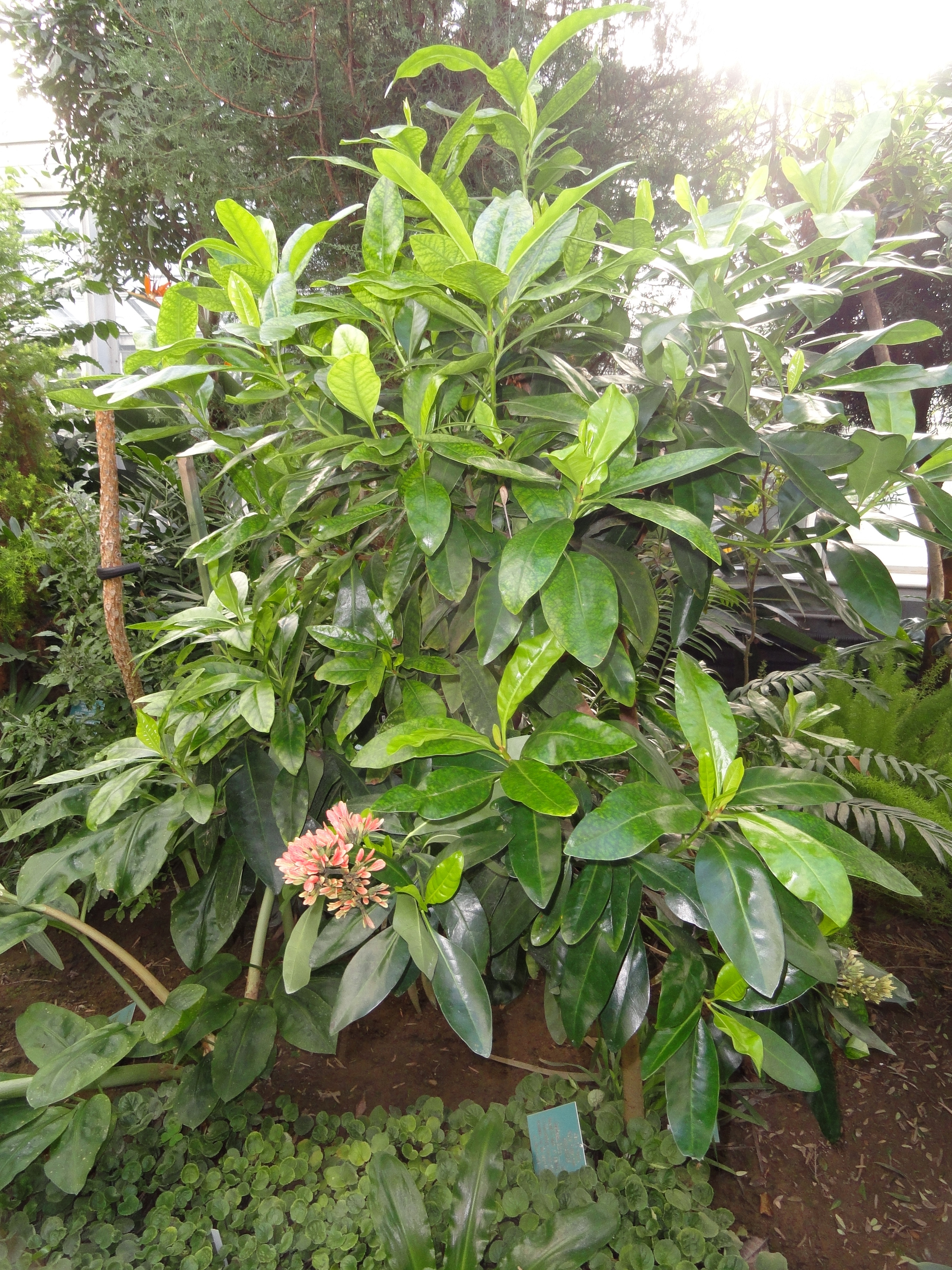
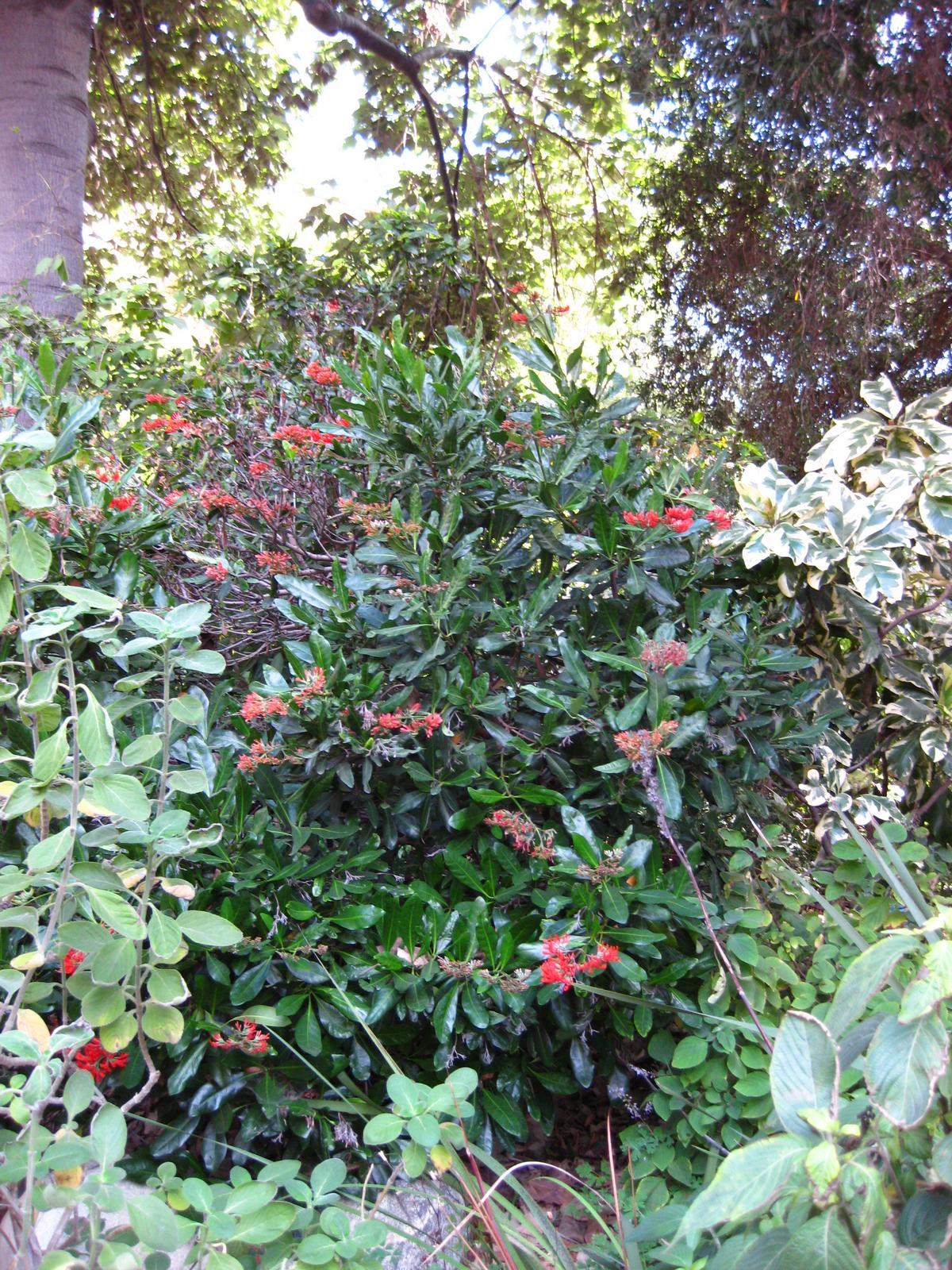